# Catrai Caraic
Catrai Caraic (Catrai-Craic, Katrai Kraik) ist ein osttimoresischer Suco im Verwaltungsamt Letefoho (Gemeinde Ermera). Die Angehörigen der Aldeia Catrai Caraic kamen fast alle in Folge der indonesischen Besetzung 1978 ums Leben.

## Geographie

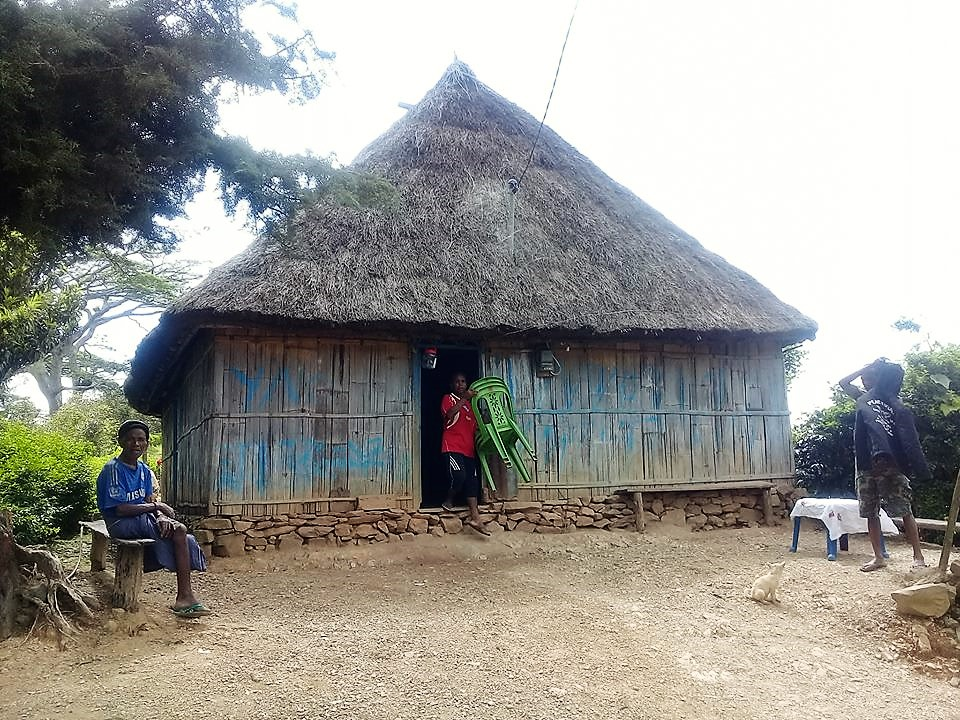
Hütte in Catrai Caraic

Vor der Gebietsreform 2015 hatte Catrai Caraic eine Fläche von 29,24 km². Nun sind es 17,38 km². Der Suco liegt im Süden des Verwaltungsamts Letefoho. Nördlich liegt der Suco Ducurai, nordwestlich der Suco Haupu und westlich die Sucos Catraileten und Lauana. Im Süden grenzt Catrai Caraic an das Verwaltungsamt Atsabe mit seinem Suco Baboi Leten und im Osten an die zur Gemeinde Ainaro gehörenden Verwaltungsämter Maubisse mit dem Suco Liurai und Hatu-Builico mit seinem Suco Nuno-Mogue. Im Grenzgebiet zu Ducurai entspringt der Fluss Ladibau, der entlang der Grenze nach Westen fließt. Gleiches gilt für den Fluss Coulala, der einem Teil der Grenze zu Baboi Leten bildet.
Nah der Westgrenze liegen die Dörfer Lumutou (Lumotou), Baulisuria (Baulesiria), Manturai, Mealumu (Meallumu), Manukoliria, Colo Coli (Kolkoli), Hatulete und Hatudmei (Hatumede). An der Nordgrenze liegt nah dem Ladibau der Ort Manucoliria. Grundschulen gibt es in Hatuhede, Manucoliria, Manukoliria und Lumutou. Im Westen erhebt sich der Catrai (Caterai, 08° 53′ S, 125° 27′ O) mit einer Höhe von 2197 m (andere Quelle: 2100 m). Er ist ein Ausläufer der Ramelau-Berge, die sich dann zu ihrer Hauptkette an der Ostgrenze erheben. Die Spitze bildet der Tatamailau (2963 m) im Nachbarverwaltungsamt Atsabe, Osttimors höchster Berg.
Beim Dorf Hatlipi (Aldeia Manturai) befinden sich die Quelle und Felsen von Dadil.
Im Suco befinden sich die neun Aldeias Baulisuria, Colo Coli, Hatudmei, Hatugeo, Hatulete, Leburema, Manturai, Manucoliria und Mausormata.

## Einwohner
Im Suco leben 2.472 Einwohner (2022), davon sind 1.291 Männer und 1.181 Frauen. Im Suco gibt es 447 Haushalte. Fast 96 % der Einwohner geben Mambai als ihre Muttersprache an. Über 3 % sprechen Tetum Prasa.

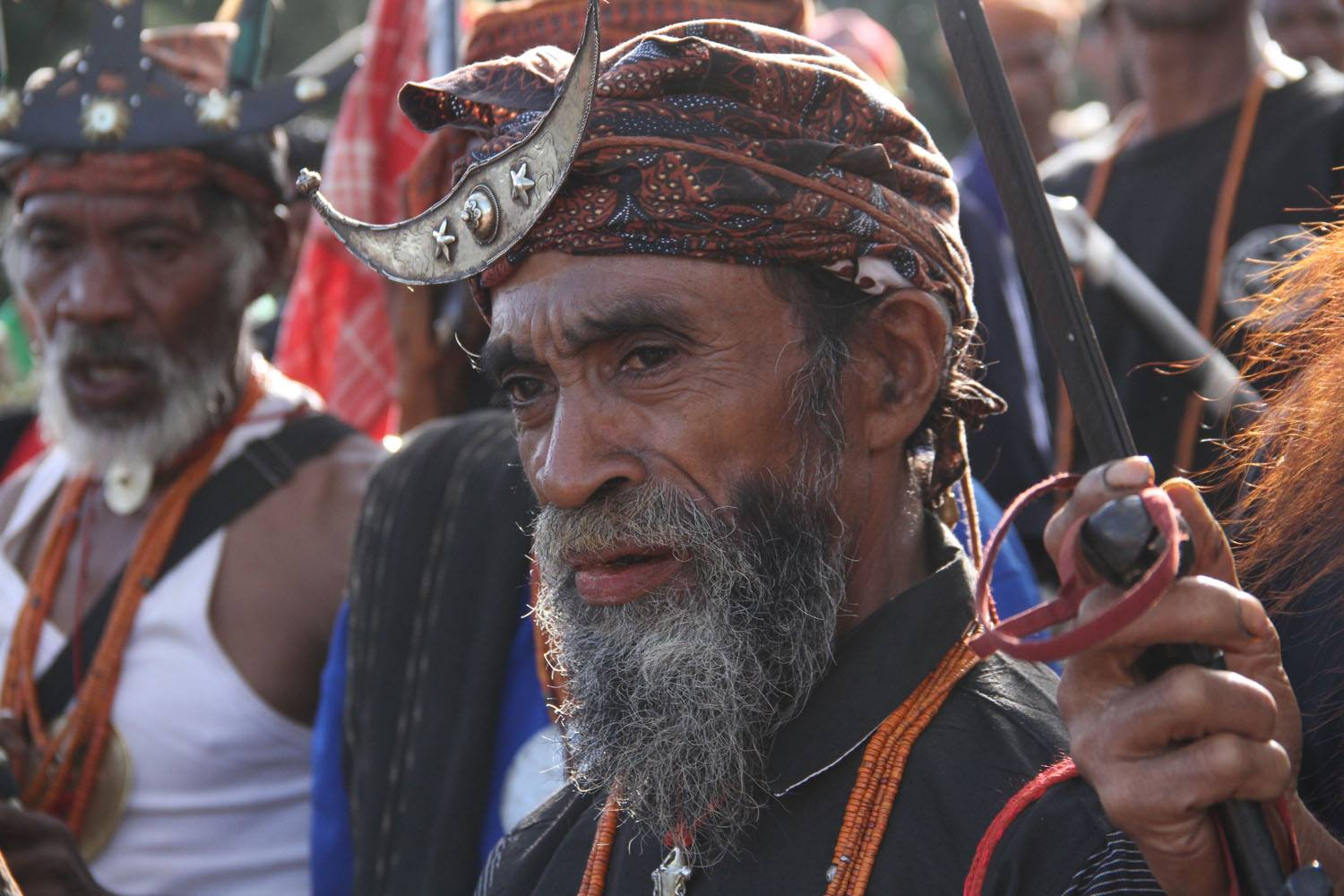
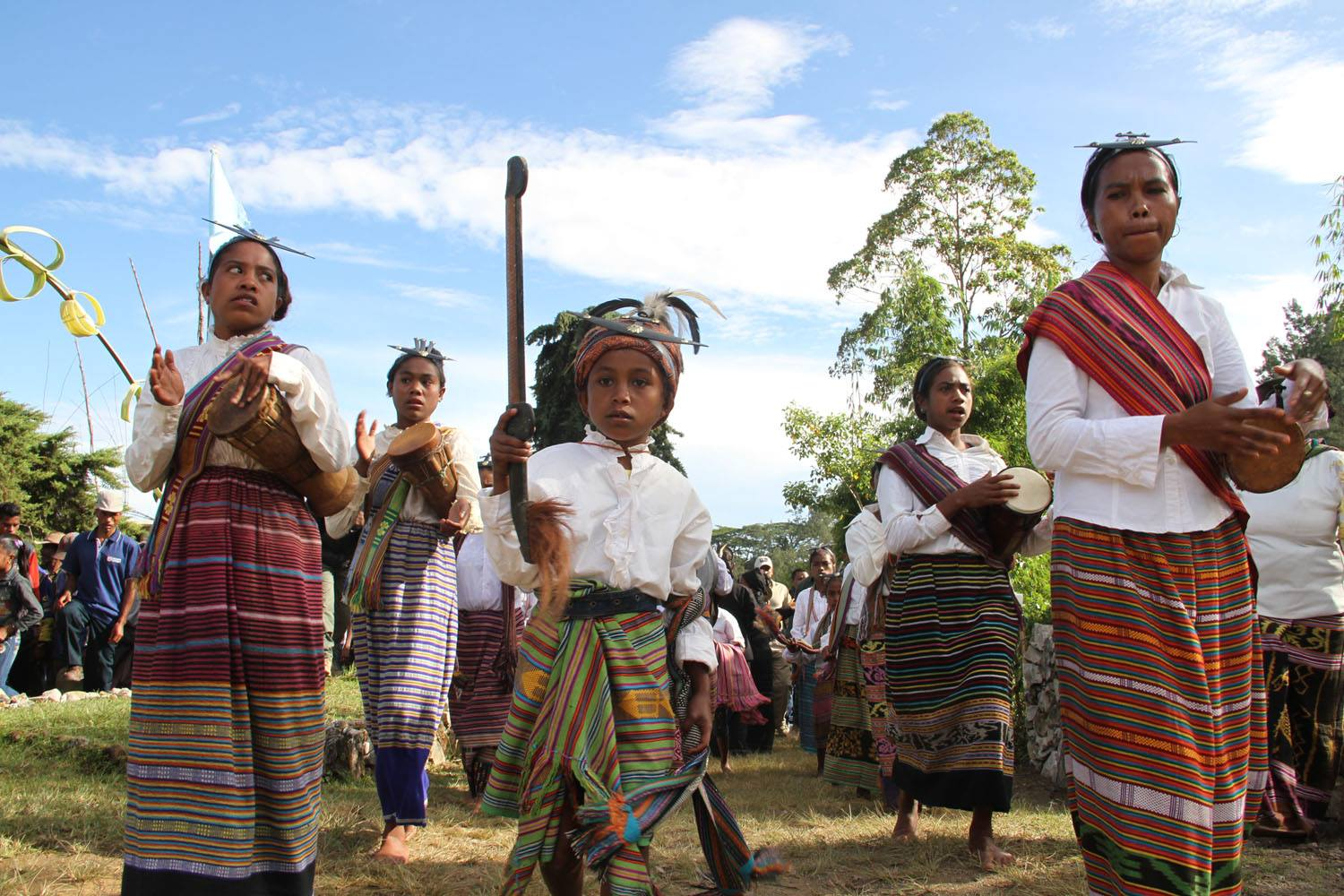

## Geschichte
Am 18. Mai 1978 wurde die Widerstandsbasis (base de apoio) in Catraileten von den Indonesiern eingekreist und zerstört. Diejenigen, die entkommen waren, flohen nach Lesemau, wo sie nur wenig Nahrung in den Wäldern finden konnten. Indonesische Flugzeuge versprühten Giftstoffe, die sich auf essbare Pflanzen legte und in das Trinkwasser gelangte. Etwa 400 Menschen starben, weil sie das vergiftete Wasser tranken oder Wildpflanzen aßen. Selbst Knollen, die 15 cm unter der Oberfläche wuchsen waren vergiftet. Von den Angehörigen der Aldeia Catrai Caraic starben alle bis auf eine Frau und ihre Enkelin. Die Überlebenden flohen weiter nach Hatulete. Dort wurden sie schließlich vom indonesischen Bataillon 512 und Angehörigen der Zivilverteidigung (Hansip) gefangen genommen und in das Internierungslager im Ort Letefoho gebracht.

## Politik

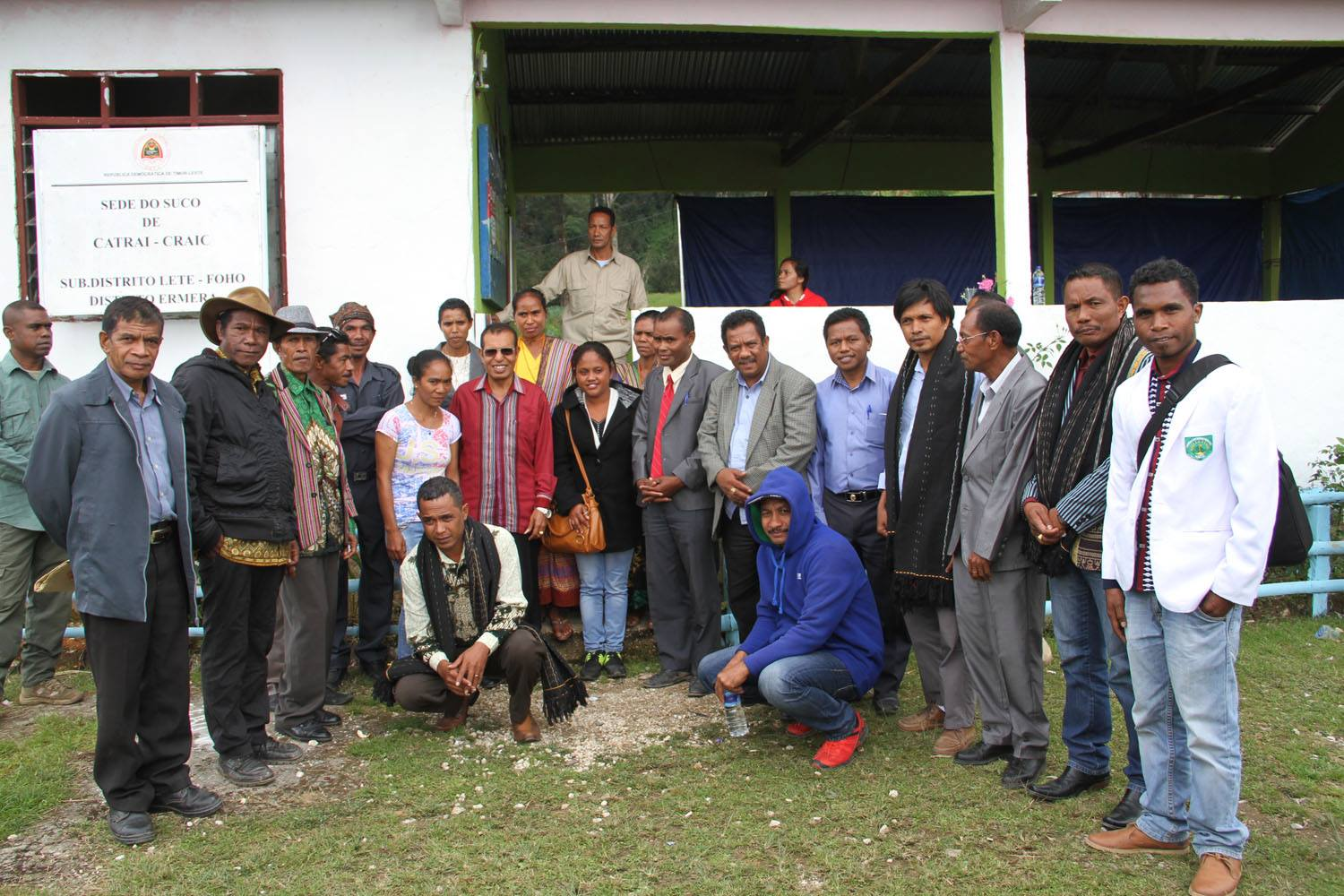
Präsident Taur Matan Ruak zu Besuch beim Sitz des Sucos Catrai Caraic (2016)

Bei den Wahlen von 2004/2005 wurde Eugenio Soares zum Chefe de Suco gewählt. Bei den Wahlen 2009 gewann Carlos do Conceição Soares. Bei den Wahlen 2016 und 2023 wurde er in seinem Amt bestätigt.